# Nina Zhivanevskaya
Nina Alexándrovna Zhivanevskaya (Kúibyshev, URSS, 24 de junio de 1977) es una deportista española de origen ruso que compitió en natación, especialista en el estilo espalda.
Participó en cinco Juegos Olímpicos de Verano, entre los años 1992 y 2008, obteniendo dos medallas de bronce, en Barcelona 1992 como parte del relevo 4 × 100 m estilos del Equipo Unificado, y en Sídney 2000, en la prueba de 100 m espalda.
Ganó tres medallas en el Campeonato Mundial de Natación, en los años 1994 y 2013, dieciséis medallas en el Campeonato Europeo de Natación entre los años 1993 y 2008, y seis medallas en el Campeonato Europeo de Natación en Piscina Corta, en los años 1999 y 2000.

## Palmarés internacional
| Representando al Equipo Unificado   |                          |                   |                   |
| Juegos Olímpicos                    |                          |                   |                   |
| Año                                 | Lugar                    | Medalla           | Prueba            |
| 1992                                | Barcelona (España)       | Medalla de bronce | 4 × 100 m estilos |
| Representando a Rusia               |                          |                   |                   |
| Campeonato Mundial                  |                          |                   |                   |
| Año                                 | Lugar                    | Medalla           | Prueba            |
| 1994                                | Roma (Italia)            | Medalla de plata  | 100 m espalda     |
| 1994                                | Roma (Italia)            | Medalla de bronce | 4 × 100 m estilos |
| Campeonato Europeo                  |                          |                   |                   |
| Año                                 | Lugar                    | Medalla           | Prueba            |
| 1993                                | Sheffield (Reino Unido)  | Medalla de plata  | 100 m espalda     |
| 1993                                | Sheffield (Reino Unido)  | Medalla de plata  | 4 × 100 m estilos |
| 1993                                | Sheffield (Reino Unido)  | Medalla de bronce | 200 m espalda     |
| 1993                                | Sheffield (Reino Unido)  | Medalla de bronce | 4 × 100 m libre   |
| 1995                                | Viena (Austria)          | Medalla de bronce | 50 m espalda      |
| Representando a España              |                          |                   |                   |
| Juegos Olímpicos                    |                          |                   |                   |
| Año                                 | Lugar                    | Medalla           | Prueba            |
| 2000                                | Sídney (Australia)       | Medalla de bronce | 100 m espalda     |
| Campeonato Mundial                  |                          |                   |                   |
| Año                                 | Lugar                    | Medalla           | Prueba            |
| 2003                                | Barcelona (España)       | Medalla de oro    | 50 m espalda      |
| Campeonato Europeo                  |                          |                   |                   |
| Año                                 | Lugar                    | Medalla           | Prueba            |
| 1999                                | Estambul (Turquía)       | Medalla de plata  | 50 m espalda      |
| 1999                                | Estambul (Turquía)       | Medalla de plata  | 100 m espalda     |
| 2000                                | Helsinki (Finlandia)     | Medalla de oro    | 50 m espalda      |
| 2000                                | Helsinki (Finlandia)     | Medalla de oro    | 100 m espalda     |
| 2000                                | Helsinki (Finlandia)     | Medalla de oro    | 200 m espalda     |
| 2002                                | Berlín (Alemania)        | Medalla de oro    | 50 m espalda      |
| 2002                                | Berlín (Alemania)        | Medalla de plata  | 200 m espalda     |
| 2004                                | Madrid (España)          | Medalla de plata  | 50 m espalda      |
| 2004                                | Madrid (España)          | Medalla de bronce | 100 m espalda     |
| 2008                                | Eindhoven (Países Bajos) | Medalla de plata  | 50 m espalda      |
| 2008                                | Eindhoven (Países Bajos) | Medalla de bronce | 100 m espalda     |
| Campeonato Europeo en Piscina Corta |                          |                   |                   |
| Año                                 | Lugar                    | Medalla           | Prueba            |
| 1999                                | Lisboa (Portugal)        | Medalla de oro    | 100 m espalda     |
| 1999                                | Lisboa (Portugal)        | Medalla de plata  | 50 m espalda      |
| 1999                                | Lisboa (Portugal)        | Medalla de plata  | 200 m espalda     |
| 2000                                | Valencia (España)        | Medalla de plata  | 50 m espalda      |
| 2000                                | Valencia (España)        | Medalla de plata  | 200 m espalda     |
| 2000                                | Valencia (España)        | Medalla de bronce | 100 m espalda     |